# Anatole Mallet
Anatole Mallet (Carouge, 23 maggio 1837 – Parigi, 10 ottobre 1919) è stato un ingegnere svizzero, inventore e progettista di locomotive a vapore.

## Biografia
Jules T. Anatole Mallet nacque a Carouge, in Svizzera, il 23 maggio del 1837. Compì i suoi studi a Parigi all'Ecole centrale des Arts; iniziò la sua attività con la progettazione e costruzione di impianti portuali. Nel 1867 iniziò ad occuparsi di macchine operatrici a vapore e locomotive a vapore inventando un tipo di locomotiva compound brevettato nel 1874. Nel 1876 produsse una serie di piccole locotender compound a 2 cilindri con rodiggio 0-4-2 per la linea francese Bayonne-Anglet-Biarritz. Ma il brevetto del sistema noto con il suo nome è del 1884; il successo di esso venne consacrato all'Esposizione Universale di Parigi del 1889 dove vennero trasportati ben 6 milioni di visitatori. Mentre in Europa il sistema ideato da Mallet si affermava soprattutto nello scartamento ridotto, dove era apprezzato per la maggior velocità possibile nelle tortuose linee di montagna, nel 1904 il brevetto delle locomotive Mallet fu introdotto negli USA dalla società Baltimore & Ohio Railroad e quivi si affermò prepotentemente soprattutto per la possibilità di raddoppiare la potenza delle locomotive grazie al doppio meccanismo motore. Il periodo a cavallo alla prima guerra mondiale vide la costruzione di locomotive americane sempre più grandi e potenti. Mallet continuò a progettare e a scrivere pubblicazioni divenendo senza dubbio uno dei tre più importanti ingegneri ferroviari dall'epoca di Stephenson. Morì il 10 ottobre 1919 a Parigi.

## Le locomotive di Mallet

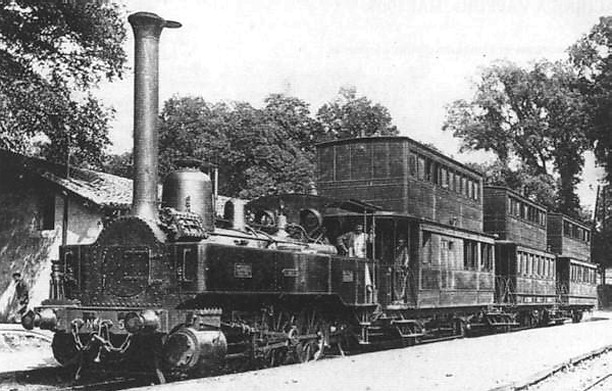
locomotiva Mallet a 2 cilindri compound sulla linea Bayonne-Anglet-Biarritz (B.A.B.)

La sua prima serie di piccole locotender compound a 2 cilindri con rodiggio 0-4-2 venne prodotta nel 1876 per la linea francese Bayonne-Anglet-Biarritz.  Occorreva tuttavia studiare un sistema che risolvesse i problemi di inscrivibilità in curva migliore di quelli di Fairlie e Meyer a carrelli orientabili che permettevano una maggiore velocità sulle linee ad andamento tortuoso grazie alla migliore inscrivibilità in curva delle locomotive ma manifestavano problemi con il sistema motore con cilindri ad alta pressione per un meccanismo e a bassa pressione per l'altro soprattutto a causa dei complicati condotti flessibili di adduzione del vapore.  Anche dopo lo sviluppo di migliori sistemi costruttivi con cilindri ad alta e bassa pressione la complessità delle macchine era comunque scoraggiante per la maggioranza delle imprese ferroviarie. Successivamente tuttavia Mallet progettò un nuovo tipo di locomotiva articolata con un telaio rigido posteriore che montava il gruppo di 2 cilindri ad alta pressione più un gruppo di 2 cilindri a bassa pressione montati su un carrello anteriore ad esso articolato. Il suo brevetto è del 1884 e venne usato dapprima per una serie di locomotive a scartamento ridotto 600 mm costruite per la società Decauville in Belgio poi per l'uso all'Esposizione Universale di Parigi del 1889 dove vennero trasportati ben 6 milioni di visitatori. Questo allestimento è quello noto come Locomotiva Mallet. L'allestimento tipico per scartamento ridotto fu il classico B'B';  successivamente dal 1904 le locomotive Mallet furono introdotte negli USA dalla società Baltimore and Ohio Railroad che ordinò all'American Locomotive Company delle locomotive con rodiggio C'C' e ciò contribuì allo sviluppo di locomotive a scartamento ordinario sempre più grandi e potenti al punto che nel 1911 erano ben 500 unità. Durante la guerra mondiale si arrivò a costruire grandi locomotive di rodiggio 1'E + E 1 con cilindri da 1200 mm raggiungendo i limiti del sistema e permettendo solo una marcia a bassa velocità. Il sistema Mallet negli Stati Uniti ha permesso la costruzione della più grande locomotiva a vapore mai costruita.

### La monorotaia
Mallet progettò anche le locotender a vapore per la ferrovia monorotaia tra Listowel e Ballybunion, nella contea irlandese del Kent. La locomotiva per la monorotaia tipo Lartigue fu costruita in 3 esemplari nel 1887 dalla società inglese The Hudson Engine Co. LTD.